# Mickalene Thomas
Mickalene Thomas, née le 28 janvier 1971 à Camden, est une peintre et photographe des États-Unis. Elle est surtout connue comme peintre d'œuvres complexes utilisant des strass, de l'acrylique et de l'émail. Son travail s'inspire de l'histoire de l'art occidental, du pop art et de la culture visuelle pour examiner les idées sur la féminité, la beauté, la race, la sexualité et le genre.

## Biographie
Thomas a vécu et fait ses études à Portland, dans l'Oregon, du milieu des années 1980 au début des années 1990. Formée à la Southern Cross University, à Lismore (1998), elle est titulaire d'un Bachelor of Fine Arts en peinture au Pratt Institute à Brooklyn (2000), et d'un Master of Fine Arts obtenu à la Yale University School of Arts à New Haven (2002).
Thomas a participé à un programme de résidence au Studio Museum de Harlem, à New York, de 2000 à 2003, ainsi qu'à une résidence à Giverny, en France, dans le cadre du programme Munn Artists de la Fondation de Versailles. 
Mickalene Thomas vit et travaille à Brooklyn, New York.

## Œuvres d'art, style et influences
Thomas est influencée par l'œuvre de Carrie Mae Weems, en particulier ses séries Kitchen Table et Ain't Jokin, qui faisaient partie d'une rétrospective organisée au Portland Art Museum en 1994. Thomas décrit cette rencontre de la manière suivante : « C'était la première fois que je voyais le travail d'une artiste afro-américaine qui me reflétait et avait une familiarité avec la dynamique familiale, le sexe et le genre ». Thomas a également déclaré que Faith Ringgold avait fortement influencé son œuvre.
Ses représentations de femmes afro-américaines explorent les notions de célébrité et d'identité tout en s'engageant dans la représentation de la féminité noire et du pouvoir noir. Habités par le genre de la Blaxploitation des années 70, les sujets des peintures et des collages de Thomas parlent de sexualité, ce qui a été interprété par certains comme une satire des tropes misogynes et racistes des médias, notamment des films et de la musique associés au genre Blaxploitation. Ses sujets sont souvent des femmes connues comme Eartha Kitt, Whitney Houston, Oprah Winfrey et Condoleezza Rice. Son portrait de Michelle Obama a été le premier portrait individuel réalisé de la première dame et a été exposé dans le cadre de l'exposition Americans Now de la National Portrait Gallery. Selon le critique d'art Rikki Byrd, « En positionnant les femmes noires - artistes, actrices, personnages et sa propre famille - comme des mentors et des muses, et comme des figures héroïques dans une lignée qui leur est propre, Thomas passe outre les récits oppressifs » .
Les nombreuses années que Thomas a consacrées à l'étude de l'histoire de l'art, de la peinture de portraits, de la peinture de paysages et de la nature morte ont influencé son travail. Elle s'est inspirée de multiples périodes artistiques et influences culturelles de l'histoire de l'art occidental, en particulier des premiers modernistes tels que Jean-Auguste-Dominique Ingres, Pablo Picasso, Henri Matisse et Édouard Manet, ainsi que d'influences plus contemporaines telles que Romare Bearden et Pam Grier. Elle modèle ses personnages sur les poses classiques et les décors abstraits popularisés par ces artistes modernes, afin de redonner du pouvoir aux femmes qui ont été représentées comme des objets à désirer ou à soumettre.

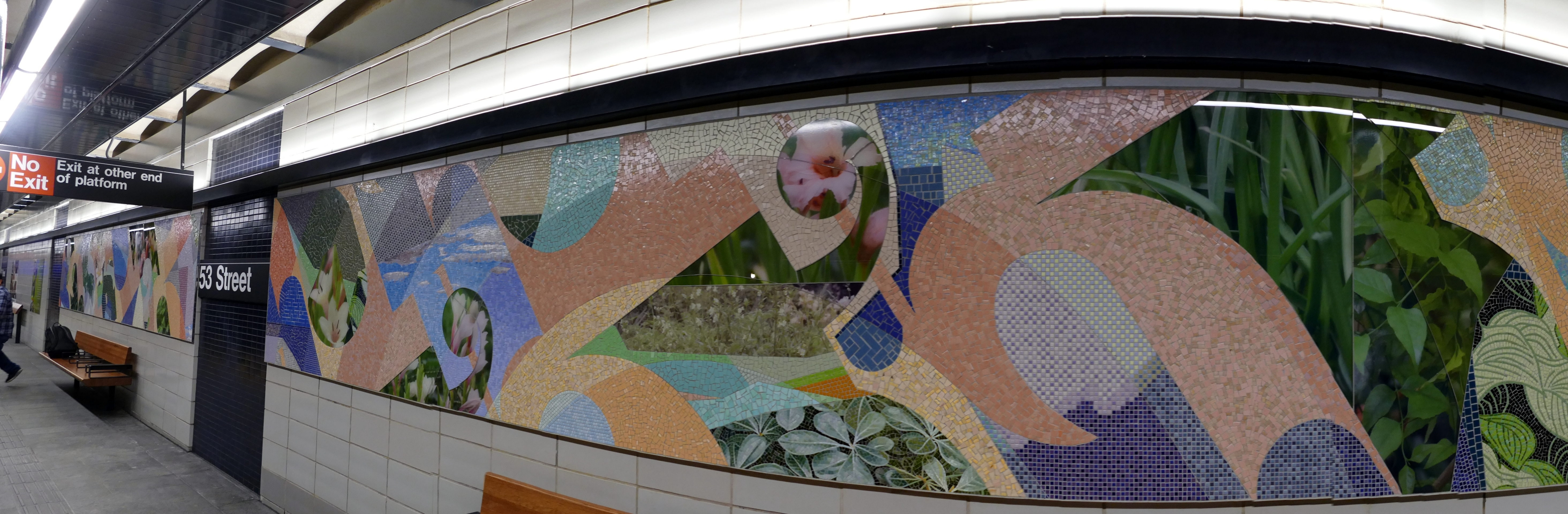
Mosaïque de Mickalene Thomas à la station de métro "53 Street" à Brooklyn

Thomas est connue pour ses peintures mixtes élaborées, composées de strass, d'acrylique et d'émail, qui présentent une « vision complexe de ce que signifie être une femme et qui élargit les définitions communes de la beauté » . Les strass servent de couche supplémentaire de signification et de métaphore de l'artifice. Les strass accentuent des éléments spécifiques de chaque peinture, tout en confrontant subtilement nos hypothèses sur ce qui est féminin et ce qui définit une femme, en particulier les femmes noires. Selon le Financial Times, « La proclamation de sa propre visibilité et de celle d'autres femmes de couleur est au cœur de la pratique de Thomas, qui insère le corps féminin noir dans l'histoire de l'art en plaçant ses muses dans des poses et des cadres iconiques ». Thomas, et les conservateurs de son œuvre, considèrent que le statut de lesbienne noire de Thomas fait partie de ce qui rend son regard différent de celui des artistes masculins blancs de l'histoire.
En tant que membre et inspirée par le mouvement Post-Black Art, l'œuvre de Thomas redéfinit les perceptions de la race, du genre et de la sexualité. Thomas brouille la distinction entre objet et sujet, concret et abstrait, réel et imaginaire. Ses sujets regardent souvent directement le spectateur, remettant en question la domination du regard masculin dans l'art. Cette représentation affirmée indique que les modèles sont à l'aise dans leur propre peau, remettant ainsi en question le stéréotype de la femme silencieuse et inférieure objectivée par le regard du spectateur. En outre, des décisions apparemment insignifiantes (comme le fait de ne pas lisser les cheveux des personnages) ont pour effet important d'encourager les femmes de couleur à s'accepter telles qu'elles sont et à ne pas se conformer à une idéologie particulière de la beauté imposée par la société. 
À l'occasion de son exposition de 2022 à Paris, Myriam Boutoulle affirme d'elle que « Artiste femme, noire et homosexuelle assumant pleinement son identité, elle s’inspire de la rébellion formelle de ses prédécesseurs pour mettre en avant la beauté, l’érotisme et l’esthétique queer noire. ».

## Œuvres
- 2006 :
  - I Thought You Said You Were Leaving.
  - Tell Her It's Over.
  - A Moment's Pleasure.
  - Phuck U Symphony.
  - Feel Like Makin' Love.
  - All I Want is a Fighting Chance.
  - Portraits of Quanikah.
  - Afro Goddess With Hand Between Legs.
  - Madame Mama Bush.
  - Be A Sweetheart in Black and White.
  - Les Trois Femmes noires.
  - The Blues Don(t Get Tired of Me.
- 2007 :
  - A Little Taste Outside of Love.
  - Afro Goddess Looking Forward.
  - Baby I Am Ready Now.
  - Portrait of Lovely Six Foota #2.
  - Lovely Six Foota, C-print.
  - This Girl Could Be Dangerous.
  - Sweet and Out Front.
  - When Ends Meet #1.
  - I Just Wanna Be With You.
  - An Imitation of Love: Brawlin' Spitfire Two.
  - Portraits of Wrestler, Numbers 1-9.
  - So Easy Going, So Hard Coming Back
- 2008 :
  - A Moment's Pleasure Number 2.
  - Something You Can Feel.
  - Tamika sur une chaise longue, peinture.
  - La leçon d'amour.
  - FBI / Serial Portraits.
  - Photomontage #2.
  - Photomontage #3.
  - Photomontage #4.
  - Tamika sur une chaise longue, photographie.
  - Din avec la main dans le miroir.
  - What's Love Got To Do With It?.
  - Pattern Study #1.
  - Pattern Study #2.
  - Portrait of Clarivel , collage.
  - Portrait of Clarivel , impression jet d'encre.
  - Portrait of Clarivel looking down, impression jet d'encre.
  - Portrait of Clarivel Lounging, impression jet d'encre.
  - Portrait of Qusuquzah, peinture.
  - Portrait of Qusuquzah, photographie.
  - Landscape with Woman Washing Her Feet.
  - Portrait of Lili in Black and White.
  - Portrait of Lili in Black and White, impression jet d'encre.
  - Portrait of Lili with hat .
  - Portrait of Lili without hat.
  - Portrait of Mnonja with flower in Hair.
  - Portrait of Tiffona, collage.
  - Portrait of Tiffona, impression jet d'encre.
  - Michelle O.
  - Still lifes with baskets of fake fruit.
- 2009 :
  - Keri On.
  - Mama Bush: One of a Kind Two.
  - Mama Bush: (Your Love Keeps Lifting Me) Higher and Higher.
  - Miss Collette
  - Still Life with Flowers on Flower.
  - Hudson River On My Mind.
  - Naughty Girls (Need Love Too).
  - Photomontage #10a.
  - Hot! Wild! Unrestricted!.
  - Put Something Down On It.
  - A-E-I-O-U and Sometimes Y.
  - A Piece of The Pie, installation à La Conservera, à Murcie.
- 2010 :
  - Le Déjeuner sur l'herbe : les trois femmes noires, installation.
  - Le Déjeuner sur l'herbe : les trois femmes noires, peinture. L’œuvre de Mickalene Thomas fait écho au célèbre tableau Le Déjeuner sur l'herbe (1862-1863), par Édouard Manet.
  - Landscape Majestic.
  - Left Behind.
  - Portrait of Madame Mama Bush 1.
  - Portrait of Mickalena.
  - Portrait of Mnonja.
  - Portrait of Naomi, commission for V Magazine.
  - She Ain't A Child No More.
  - I'm Not The Woman You Think I Am.
  - You're Gonna Give Me The Love I Need.
  - I Learned The Hard Way.
  - Portrait of Lady Blue #2.

## Expositions personnelles
- 2015 : I am your sister à la Galerie Nathalie Obadia (Bruxelles)[14]
- 2019 : Jet, beautés du mois à la Galerie Nathalie Obadia (Paris)[14]